# Đường hành hương Santiago de Compostela ở Pháp
Đường hành hương Santiago de Compostela ở Pháp là một Di sản thế giới được UNESCO công nhận năm 1998. Nó bao gồm các tuyến đường hành hương qua Aquitaine, Auvergne, Basse-Normandie, Bourgogne, Centre, Champagne-Ardenne, Ile-de-France, Languedoc-Roussillon, Limousin, Midi-Pyrénées, Picardie, Poitou-Charentes, và Provence-Alpes-Côte d'Azur. UNESCO đã trích dẫn vai trò của nó trong trao đổi văn hóa và tôn giáo, ảnh hưởng của Kitô giáo tới tất cả các tầng lớp nhân dân tại nhiều quốc gia châu Âu trong thời Trung cổ.
UNESCO đã liệt kê 71 công trình dọc theo tuyến đường và 7 đoạn của đường hành hương. mặc dù không chỉ định một công trình riêng rẽ nào nhưng tất cả đã được tập hợp thành các công trình thuộc Di sản thế giới Đường hành hương Santiago de Compostela ở Pháp. Các cấu trúc chủ yếu là các di tích, nhà thờ hoặc bệnh viện cung cấp dịch vụ cho những người hành hương hướng đến Santiago de Compostela ở Tây Ban Nha. Một số nơi hành hương theo cách riêng của họ. Các cấu trúc khác bao gồm một tòa tháp, một cây cầu và một cổng thành phố.

## Cấu thành
Các địa điểm được bao gồm trong Di sản thế giới này phần lớn là các di tích, nhà thờ hoặc bệnh viện cung cấp dịch vụ ăn nghỉ và chữa bệnh cho những người hành hương đến Santiago de Compostela ở Tây Ban Nha. Một số nơi hành hương theo cách riêng của họ. Các cấu trúc khác bao gồm một tòa tháp, cây cầu, cổng thành và xây dựng bằng đá thời tiền sử:
1. Périgueux: Nhà thờ chính tòa Saint-Front – Aquitaine
2. Saint-Avit-Sénieur: Nhà thờ – Aquitaine
3. Le Buisson-de-Cadouin: Tu viện cũ – Aquitaine
4. Bazas: Nhà thờ chính tòa cũ – Aquitaine
5. Bordeaux: Vương cung thánh đường Thánh Severinus của Bordeaux – Aquitaine
6. Bordeaux: Vương cung thánh đường Thánh Micae – Aquitaine
7. Bordeaux: Nhà thờ chính tòa Saint-André – Aquitaine
8. La Sauve: Tu viện La Sauve-Majeure – Aquitaine
9. La Sauve-Majeure: Nhà thờ Thánh Phêrô – Aquitaine
10. Soulac-sur-Mer: Nhà thờ Đức Bà Fin-des-Terres – Aquitaine
11. Aire-sur-l'Adour: Nhà thờ Sainte-Quitterie – Aquitaine
12. Mimizan: Tháp chuông – Aquitaine
13. Sorde-l'Abbaye: Tu viện Saint-Jean – Aquitaine
14. Saint-Sever: Tu viện – Aquitaine
15. Agen: Nhà thờ chính tòa Saint Caprais – Aquitaine
16. Bayonne: Nhà thờ chính tòa Sainte-Marie – Aquitaine
17. L'Hôpital-Saint-Blaise: Nhà thờ – Aquitaine
18. Saint-Jean-Pied-de-Port: Cổng Saint Jacques – Aquitaine
19. Oloron-Sainte-Marie: Nhà thờ Sainte Marie – Aquitaine
20. Clermont-Ferrand: Nhà thờ Notre-Dame du Port – Auvergne
21. Le Puy-en-Velay: Nhà thờ chính tòa – Auvergne
22. Le Puy-en-Velay: Hôtel-Dieu Saint-Jacques – Auvergne
23. La Charité-sur-Loire: Nhà thờ Sainte-Croix-Notre-Dame – Bourgogne
24. Asquins: Nhà thờ Saint-Jacques d'Asquins – Bourgogne
25. Vézelay: Nhà thờ tu viện cũ Sainte-Madeleine – Bourgogne
26. Neuvy-Saint-Sépulchre: trường dòng Saint-Étienne (trường dòng cũ Saint-Jacques) – Centre-Val de Loire
27. Bourges: Nhà thờ chính tòa Saint-Étienne – Centre
28. L'Épine: Vương cung thánh đường Notre-Dame de l'Épine – Champagne-Ardenne
29. Châlons-en-Champagne: Nhà thờ Notre-Dame-en-Vaux – Champagne-Ardenne
30. Paris: Tháp Saint-Jacques – Île-de-France
31. Saint-Guilhem-le-Désert: Tu viện cũ Gellone – Languedoc-Roussillon
32. Aniane/Saint-Jean-de-Fos: Pont du Diable – Languedoc-Roussillon
33. Saint-Gilles-du-Gard: Tu viện nhà thờ cũ – Languedoc-Roussillon
34. Saint-Léonard-de-Noblat: Nhà thờ Saint-Léonard – Limousin
35. Mont Saint-Michel – Hạ Normandy
36. Audressein: Nhà thờ Tramesaygues – Midi-Pyrénées
37. Saint-Lizier: Nhà thờ chính tòa cũ và hàng hiên, nhà thờ chính tòa Notre-Dame-de-la-Sède, cung điện giám mục, thành lũy – Midi-Pyrénées
38. Conques: Nhà thờ tu viện Saint Foy – Midi-Pyrénées
39. Conques: cây cầu bắc qua Dourdou – Midi-Pyrénées
40. Espalion: Pont-Vieux – Midi-Pyrénées
41. Estaing: cây cầu bắc qua Lot – Midi-Pyrénées
42. Saint-Chély-d'Aubrac: cây cầu được gọi là "des pèlerins " bắc qua Boralde – Midi-Pyrénées
43. Saint-Bertrand-de-Comminges: Nhà thờ chính tòa cũ Notre-Dame – Midi-Pyrénées
44. Saint-Bertrand-de-Comminges: vương cung thánh đường tiền Kitô giáo, nhà nguyện Saint-Julien – Midi-Pyrénées
45. Toulouse: Vương cung thánh đường Thánh Sernin – Midi-Pyrénées
46. Toulouse: Hôtel-Dieu Saint-Jacques – Midi-Pyrénées
47. Valcabrère: Nhà thờ Saint-Just – Midi-Pyrénées
48. Auch: Nhà thờ chính tòa Sainte-Marie – Midi-Pyrénées
49. Beaumont-sur-l'Osse và Larressingle: Cầu của Artigue hoặc Lartigue – Midi-Pyrénées
50. La Romieu: trường nhà thờ Saint-Pierre – Midi-Pyrénées
51. Cahors: Nhà thờ chính tòa Saint-Étienne – Midi-Pyrénées
52. Cahors: Cầu Valentré – Midi-Pyrénées
53. Gréalou: Mộ đá của Pech-Laglaire – Midi-Pyrénées
54. Figeac: Bệnh viện Saint-Jacques – Midi-Pyrénées
55. Rocamadour: Nhà thờ Saint-Sauveur và hầm mộ Saint-Amadour – Midi-Pyrénées
56. Aragnouet: Nhà tế bần và nhà nguyện Notre-Dame- de-l'Assomption, aka. chapelle des Templiers – Midi-Pyrénées
57. Gavarnie:Nhà thờ giáo xứ – Midi-Pyrénées
58. Jézeau: Nhà thờ Saint-Laurent – Midi-Pyrénées
59. Ourdis-Cotdoussan: Nhà thờ Cotdussan – Midi-Pyrénées
60. Rabastens: Nhà thờ Notre-Dame-du-Bourg – Midi-Pyrénées
61. Moissac: Tu viện-nhà thờ Saint-Pierre và hàng hiên – Midi-Pyrénées
62. Amiens: Nhà thờ chính tòa Notre-Dame – Picardy
63. Folleville: Nhà thờ giáo xứ Saint-Jean-Baptiste – Picardy
64. Compiègne: Nhà thờ giáo xứ Saint-Jacques – Picardy
65. Saintes: Nhà thờ Sainte-Eutrope – Poitou-Charentes
66. Saint-Jean-d'Angély: Tu viện hoàng gia Saint-Jean-Baptiste – Poitou-Charentes
67. Melle: Nhà thờ Saint-Hilaire – Poitou-Charentes
68. Aulnay: Nhà thờ Saint-Pierre – Poitou-Charentes
69. Poitiers: Nhà thờ Saint-Hilaire-le-Grand – Poitou-Charentes
70. Pons: Bệnh viện cũ Pèlerins – Poitou-Charentes
71. Arles – Provence-Alpes-Côte d'Azur